# One Week
One Week är en amerikansk kortfilm från 1920 i regi av Edward F. Cline och Buster Keaton.

## Handling

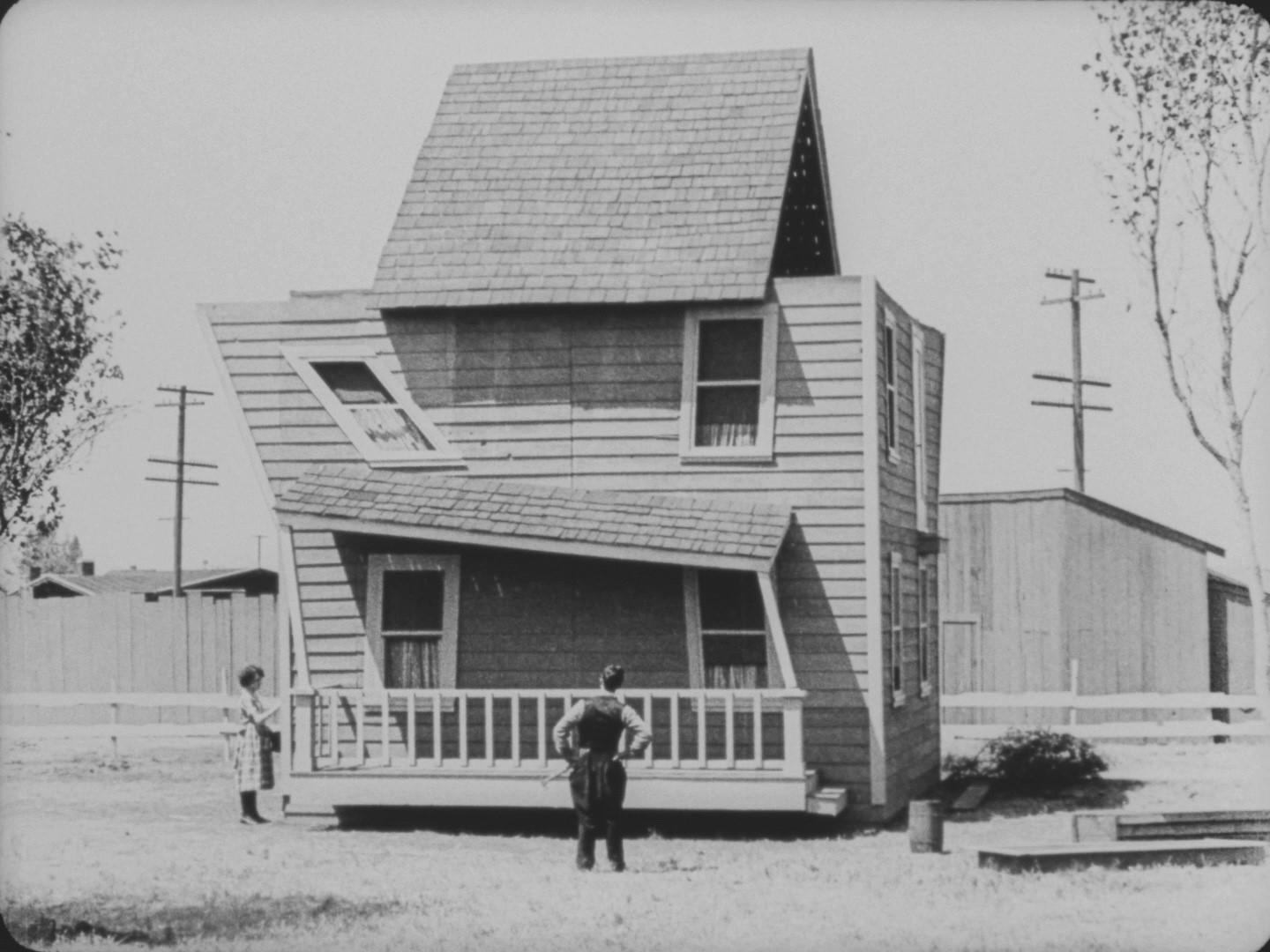
Keaton har just lyckats bygga ihop sitt hus

Ett nygift par (Buster Keaton och Sybil Seely) får ett hus i bröllopspresent, men de måste bygga ihop det själv, det ska bara ta "en vecka" (därav den engelska titeln på filmen). En avspisad friare numrerar om lådorna som huset kom i och filmen beskriver de problem Keaton har när han försöker bygga ihop det hela. När han till slut lyckas visar det sig att han byggt ihop huset på fel plats och tvingas flytta det.

## Rollista
| Buster Keaton | – Brudgummen     |
| Sybil Seely   | – Bruden         |
| Joe Roberts   | – Pianoflyttaren |